# Die (chanson)
 (janvier 2023).
Pour les articles homonymes, voir Die.
Pistes de KMT
Impact
(9) Boss
(11)
Die est une chanson du rappeur français Gazo sortie le 1er juillet 2022 extrait de la mixtape KMT.
Il a été certifié single de platine avec plus de 100 000 équivalent de ventes et en quelques mois seulement le morceau a eu plus de 50 000 000 de streams et a été certifié single de diamant.

## Accueil commercial
Extrait de la mixtape KMT, ce titre est un single de diamant particulier. Une semaine après la sortie du projet, DIE quitte déjà le Top 20, et est 56e le 29 juillet. Début août, une tendance commence sur sur les réseaux sociaux et particulièrement sur TikTok, avec la fameuse phrase "jusqu'à ce que je die", utilisée à toutes les sauces. En août 2022, il était dans le classement du top 50 de Spotify. 
Le 8 août, DIE est en 38e position, et dans le Top 10 trois jours plus tard. Le morceau est finalement repris dans des dizaines de milliers de vidéos qui cumulent des millions de vues. Le 16 août, DIE devient numéro 1 en France sur Deezer, Apple Music et Spotify. Il est ainsi en tête du Top Singles de la SNEP en semaine 33, avec plus de 4,4 millions de streams, pour 13,6 millions depuis sa sortie.

## Liste de titres
| 1. | Die | 4:00 |

## Classements hebdomadaires
| Classements (2022)                      | Meilleure position |
| --------------------------------------- | ------------------ |
| France (SNEP)                           | 1                  |
| Belgique (Wallonie Ultratop 50 Singles) | 2                  |
| Suisse (Schweizer Hitparade)            | 7                  |

## Certification
| Pays   | Organisme | Certification | Seuil                         |
| ------ | --------- | ------------- | ----------------------------- |
| France | SNEP      | Diamant       | 50 000 000 équivalent-streams |